# 云南肋毛蕨
云南肋毛蕨（学名：Ctenitis yunnanensis）为叉蕨科肋毛蕨属下的一个种。其种加词 yunnanensis 意为“云南的”。